# Polyrhaphis papulosa
Polyrhaphis papulosa là một loài bọ cánh cứng trong họ Cerambycidae.